# GKrellM

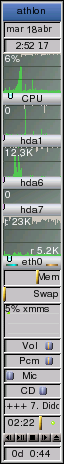
Gkrellm 2.2.4 en Mandrake Linux 10.2

GKrellM es un monitor de sistema basado en el conjunto de bibliotecas GTK+ que crea una pila simple de procesamiento de monitores del sistema. GKrellM puede ser usado para monitorear el estado de la memoria principal, microprocesador(es), discos duros, interfaces de red, volumen del sonido, casillas de correo locales y remotas, entre otros. Existen plugins para múltiples tareas, por ejemplo: controlar el reproductor XMMS o el cliente de SETI@home. GKrellM ha logrado bastante popularidad entre los usuarios de los sistemas operativos Linux y *BSD.
GKrellM es software libre, liberado bajo la licencia GPL.